# Свети Георги (Козяк)
Вижте пояснителната страница за други значения на Свети Георги.
„Свети Георги“ (на македонска литературна норма: „Свети Ѓорѓи“) е средновековна православна църква в щипското село Козяк, източната част на Република Северна Македония. Част е от Брегалнишката епархия на Македонската православна църква – Охридска архиепископия.
Църквата е разположена край някогашната махала Горни Козяк, в непосредствена близост до развалините на античния град и епископско седалище Баргала. Смята се, че църквата е изградена в IX – X век и е един от най-старите изцяло запазени храмове на територията на страната, макар точни данни за времето на изграждането ѝ да няма. Църквата се споменава като енорийски център в рамките на Мородвиската епископия.
Изградена е от ломен речен камък и варов хоросан и с много късноантични сполии от Баргала. Тя е с основа на вписан кръст и с купол, чийто барабан е осмостранен. Нартексът е с каменен свод и чрез трибелона е свързан с наоса. По една голяма бифора има на северната и южната страна. В XIV век църквата е обновена, при което на южната страна на нартекса е дозидан параклис с квадратна основа и полукръгъл барабан, горните дялове на бифорите са затворени и е извършено третото по ред изписване.
От първия слой живопис от двете полукръгли ниши, само от южната е запазен фрагмент од фреска на светец. От този слой има запазени старобългарски графити. Вторият слой живопис е датиран в третата четвъртина на XIII век, от когато е старата фреска от северозападния пиластър, на която с архаичен изглед е представен Исус Христос Антифонитис.
Третият слой живопис е от XIV век и поради разликите в стилистичните особености и художествените умения се предполага, че е дело най-малко на четирима художници. Най-добри са авторът на композициите от северния и южния зид, както и този, който е автор на композицията южно от входната врата, на западния зид, на която е изобразен неизвестният ктитор (обновител) на църквата, неговата жена и син, всички в цял ръст, поставени анфас и в молитвена поза. От фрагментите от живописта в притвора става ясно, че там са били представени сцени от живота на светеца, на когото е посветена църквата. Светци и войни в цял ръст са изобразени в първата зона в наоса, а от тях са запазени Света Петка, Света Неделя, Свети Димитър, Свети Козма и Свети Дамян и други.
В горните зони са сцени от Големите празници, от които се отличават Благовещение на източната стена, Кръщение и Сретение с Рождество Христово над тях на южната, Успение Богородично и Преображение над него на западната и Възкресение Лазарево и Влизане в Йерусалим на северната. В първата зона в олтара са изобразени архиереи в цял ръст, а над тях архиереи до пояс. На изток от кръста, на южната стена е Богородица с Христос, а над нея Света Ана до пояс. На северния зид до пояс е Свети Йоаким. В църквата има гроб с неясна датировка. Около нея е открит некропол с каменни гробни конструкции от VII век, използван до второто десетилетие на XX век.